# Концентрація гірничого виробництва
Концентра́ція гірни́чого виробни́цтва (рос. концентрация горного производства, англ. concentration of mine production; нім. Betriebszusammenfassung f) — у гірництві — зосередження виробництва на більших шахтах, рудниках, кар'єрах, дільницях. 
Характеризується підвищенням навантаження на очисний вибій, виїмкове поле, панель, пласт, похилу виробку і зростанням виробничої потужності шахт, рудників, кар'єрів, збагачувальних фабрик. 
Концентрація гірничого виробництва вигідна економічно і являє собою один з найважливіших напрямів підвищення ефективності виробництва.